# Catíos
Catíos es el nombre dado por las crónicas a las etnias indígenas de origen y lengua Caribe que en la época de la conquista poblaban vastas regiones del centro-occidente del hoy departamento de Antioquia, Colombia. Los katíos tienen lenguas chocoanas y caribeñas.[cita requerida]

## Etnias y territorio
Deben diferenciarse por lo menos dos pueblos diferentes a quienes se aplicaba el apelativo de catíos: 
- Por una parte estaban los emberá y otros pueblos de lenguas chocó, que algunos agrupan dentro de la macrofamilia Caribe. Los descendientes de estos catíos habitan hoy zonas de los departamentos de Chocó, Córdoba y el occidente y sur de Antioquia.
- Por otra parte, los catíos de Anzá y Ebéjico y probablemente los Nutabes y los indígenas del valle de Aburrá. Con las pocas palabras conservadas por la toponimia y en las crónicas de Fray Pedro Simón, Antonio Vázquez de Espinosa y el conquistador Jorge Robledo, se considera que sus lenguas pertenecían a la familia chibcha o estaba relacionada con el idioma paez.

Los catíos se extendían por las regiones antioqueñas (Colombia) de los hoy municipios de Sabanalarga, Buriticá, Cañasgordas, Frontino y Medellín, entre otros. Especialmente el área de Frontino estuvo habitada por mucho tiempo durante la conquista exclusivamente por los catíos, sin ninguna presencia española. 
Juan Diego César, cronista de la época de la conquista, relata sobre la existencia de un gran cacique de nombre Anbaibe, quien tuvo dos hijos: Nutibara y Quinunchú. Nutibara fue el monarca de todo el reino catío y Quinunchú su jefe militar.

## Idiosincrasia y cultura
Fueron comunidades consideradas territorialmente agresivas y al igual que las etnias de la familia caribes, practicaban la antropofagia [cita requerida]. Las etnias catías fueron más bravas y luchadoras que las etnias chibchas, pobladoras de las zonas centrales de Colombia en lo que hoy son los departamentos de Cundinamarca y Boyacá.
Los conquistadores acusaban a las "tribus catías" de ser "despiadadamente antropófogas"(incluyen la carne humana en su dieta), y aseguraban que en la guerra su mayor botín eran los prisioneros, a quienes supuestamente engordaban como cerdos para después devorarlos.

## Economía
La economía de los catíos se basaba en una agricultura amplia en productos, y en su comercio con las tribus aliadas de la región. 
Practicaban también la medicina con excepcional ahínco. Hasta hoy, sus descendientes conservan la institución del jaibanismo, que consiste en investir a quien corresponde de la dignidad jaibaná (médico). Esta unción se lleva a cabo mediante una ceremonia llena de ritos y actitudes hieráticas para poseer el bastón, una vara mágica que el jaibaná no abandonará jamás tras recibirla y con la cual realizará la curación de todas las dolencias. 
Los catíos poseían una fascinación ancestral por la historia, para cuya perpetuación rememoraban los hechos al compás de cantos y danzas. Al respecto anota Castellanos:
"Y aquesta de Catía, más serrana,
Es en común (de más de ser valiente)
Nación ingeniosa, bien vestida,
Y que vive con peso y con medida".

## Exterminio y legado
En 1556 el conquistador Gaspar de Rodas fue enviado a "pacificar a la nación catía" de Ebéjico. La resistencia fue encabezada por los jefes Tone, Sinago, Arame y Yutengo. En conjunción con sus aliados, los catíos defendieron sus tierras y posesiones de los conquistadores, pero en 1575 fueron cruelmente aniquilados o mutilados; y los que quedaron se dispersaron, huyendo hacia Caramanta, Urabá y la región del Atrato.
Sin duda, uno de los más afamados personajes catíos fue el renombrado y poderoso monarca Cacique Nutibara, comandandante de varios caciques, entre los que se recuerdan Nogobargo, Tuatoque, Nacui, Buriticá, el valeroso Toné y, finalmente, Nabonuco, señor de la comarca donde hoy queda Frontino. Nutibara residió en el valle de Guacá, y desde allí gobernaba toda la región hoy comprendida por Medellín, Sabanalarga, Buriticá, Cañasgordas, Frontino y otros municipios. 
En el Cerro Nutibara, promontorio en el centro de la ciudad de Medellín, existe una instalación turística conocida como El Pueblito Paisa, en donde se levanta una escultura del monarca Nutibara ―del maestro José Horacio Betancur―, al lado de su compañera Nutabe, y un puma bajo su pie como símbolo de arrojo.
Hay muchas más zonas y edificios llamados "Nutibara" en la ciudad de Medellín, como la central y tradicional Plazuela Nutibara, el Hotel Nutibara, el Cerro Nutibara, entre otros, además del Salón Catío del Museo de Antioquia. Tal es la profundidad del recuerdo, la leyenda y aun el mito que este jefe indígena y su etnia aportaron a la construcción y evolución de la cultura antioqueña (paisa).
Finalmente, llegó a haber discusiones en el Concejo de Medellín para nombrar otro de sus cerros tutelares, hoy conocido como "El Volador", con el nombre del hermano de Nutibara, Quinunchú, de tal modo que el cerro se llamase para la perpetuidad "Cerro Quinunchú".

## Organización sociopolítica embera catío
El eje de la organización social es la familia nuclear, siendo el padre quien ejerce la autoridad central en los aspectos domésticos y familiares. El parentesco es bilateral, es decir, se reconoce tanto por la línea materna como por la paterna. La comunidad se divide en grupos locales de parientes y vecinos, habitantes de viviendas cercanas que participan en actividades sociales comunes, como las mingas (trabajos colectivos) y las fiestas. El sistema de trabajo puede ser individual, en parcelas familiares, o comunitario.
Al igual que en el pueblo embera, el jaibaná desempeña un papel fundamental en la organización social. Su conocimiento de los jai (esencias de los seres y las cosas) le otorga un reconocimiento que se extiende ampliamente en la región. A diferencia de otros grupos, no se nace siendo jaibaná; para ejercer esta función se requiere un proceso de aprendizaje, en el que otro jaibaná transmite los cantos rituales, la elaboración de bastones ceremoniales y las formas de comunicación con los espíritus.
La organización política se estructura en cabildos mayores y menores, los cuales están agremiados en la Organización Indígena de Antioquia (OIA).